# Большие Лозицы
Больши́е Лози́цы (бел. Вялі́кія Лазі́цы) — деревня в Толкачевском сельсовете Шкловского района Могилёвской области Белоруссии.

## География
Деревня расположена в 22 км на юго-запад от Шклова, 36 км от Могилёва, в 12 км от железнодорожной станции Лотва на линии Могилёв — Орша. На востоке — мелиоративный канал, соединённый с рекой Вабич (приток Друти).

## История
Лозицы известны по рукописным источникам с 1777 года как деревня в Могилевском округе Могилёвской губернии. В 1785 году деревня входила в состав имения Головчина, собственность помещика; в этом же году в результате ответвления от нынешней деревни Большие Лозицы образовалась деревня Малые Лозицы. В 1880-х годах часть жителей занималась столярным промыслом. Согласно переписи проводимой в 1897 году, Большие Лозицы — село в Толпечицкой волости, имелась церковноприходская школа, хлебозапасный магазин церковь; раз в год в деревне была ярмарка. В начале XX века в деревне имелась мельница.
В начале 1920-х годов на базе дореволюционной создана трудовая школа 1 ступени (в 1925 году — 61 ученик). В 1924 открыта избочитальня, действовал кружок по ликвидации неграмотности среди взрослых. В 1930 организован колхоз «Ленинский путь». С 20 февраля 1938 года деревня Большие Лозицы в составе Могилевской области.
В Великую Отечественную войну с июля 1941 года до начала июля 1944 года оккупирована немецко-фашистскими захватчиками.
С 20 августа 1924 до 16 июня 1954 года Большие Лозицы — центр Великолозицкого сельсовета.
В 1967 к деревне Большие Лозицы присоединена деревня Алексеевка. В 1991 году — центр колхоза «Путь к коммунизму», который специализировался на мясомолочном животноводстве с развитым растениеводством. В 1990-е колхоз имел 2643 га сельскохозяйственных угодий, в том числе 2079 га пахотной земли, 29 тракторов, 10 зерноуборочных комбайнов, 11 грузовых автомашин и др. В деревне действовали детский сад, средняя школа, библиотека, клуб, магазин, фельдшерско-акушерский пункт, комплексный приемный пункт бытового обслуживания населения, отделение связи, автоматическая телефонная станция.
По состоянию на 2007 год деревня входит в состав ОАО «Говяды-Агро» (центр — агрогородок Говяды), функционируют клуб-библиотека, фельдшерско-акушерский пункт, отделение связи.

## Население

### Численность
- 2009 год — 104 человека (согласно переписи)

### Динамика
- 1880-е года — 44 двора, 264 жителя
- 1897 год — 62 двора, 365 жителей
- нач. XX века — 62 двора, 367 жителей
- 1991 год — 64 двора, 178 жителей
- 1997 год — 69 дворов, 151 житель
- 2007 год — 48 дворов, 104 жителя

## Достопримечательности
Главной достопримечательностью Больших Лозиц является памятник деревянного зодчества — Свято-Покровская церковь. Церковь построена около 1820 года, однако точной даты неизвестно. На сегодняшний день церковь сохранила свой первоначальный вид, только нет колоколов, их сняли и увезли большевики. При советской же власти церковь использовали под склад с зерном, затем в ней показывали кино и даже устраивали танцы. А в конце 1930-х годов её и вовсе закрыли. Открыли церковь лишь в 1941 году. Сейчас она включена в список историко-культурных ценностей Беларуси. (Страница храма в VK  ) 

## Известные уроженцы
- Нина Васильевна Галиновская[бел.] (1935—2025) — белорусская поэтесса.